# Sherrybaby
Sherrybaby är en amerikansk dramafilm från 2006, skriven och regisserad av Laurie Collyer, hennes debutfilm.

## Handling
22-åriga Sherry Swanson (Maggie Gyllenhaal) har precis avtjänat ett tre år långt fängelsestraff. Hon har bestämt sig för att från och med nu starta ett nytt liv, utan droger och kriminalitet, och framförallt vill hon vinna tillbaka sin femåriga dotters förtroende. Dottern, Alexis, har under de tre år som Sherry suttit i fängelset bott hemma hos Sherrys bror och svägerska. Trots att den goda viljan inte saknas, inser Sherry snart att det är svårare än hon någonsin anat att återfå ett förlorat förtroende.

## Om filmen
Filmen har den fått flera utmärkelser, bland annat vann den Stockholms filmfestivals pris Bronshästen för bästa film 2006. Dessutom vann Maggie Gyllenhaal pris för bästa skådespelerska under samma festival. Maggie Gyllenhaal fick även en Golden Globenominering för sin rollprestation som den vilsna Sherry Swanson.
I USA hade filmen premiär den 25 januari 2006 under Sundance Film Festival, i Sverige hade den premiär den 9 februari 2007.

## Medverkande i urval
- Maggie Gyllenhaal – Sherry Swanson
- Brad William Henke – Bobby Swanson
- Sam Bottoms – Bob Swanson, Sr.
- Kate Burton – Marcia Swanson
- Giancarlo Esposito – Parole Officer Hernandez
- Danny Trejo – Dean Walker
- Michelle Hurst – Dorothy Washington
- Caroline Clay – Parole Officer Murphy
- Bridget Barkan – Lynette Swanson
- Ryan Simpkins – Alexis Parks
- Stephen Peabody – Mr. Monroe

## Mottagande
“En ren och hjärtskärande berättelse om överlevnad och värdighet. Collyer tar oss med på en desperat jakt på kärlek, genom ett landskap av kamp, skuld och krossade drömmar – en resa som är svår att betrakta och omöjlig att glömma” - Juryn för Stockholms 17:e Internationella Filmfestival